# Geel nagelkruid

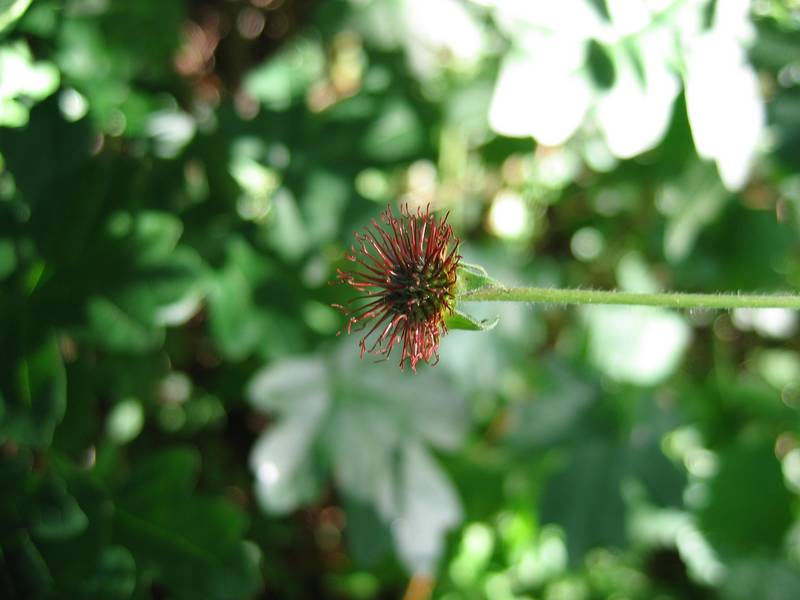
Vrucht met weerhaakjes

Geel nagelkruid (Geum urbanum) of gewoon nagelkruid is een in de Benelux vrij algemeen voorkomende, 30-60 cm hoge kruidachtige plant uit de rozenfamilie (Rosaceae). De soortaanduiding urbanum is afgeleid van het Latijnse woord voor stad, omdat de soort vroeger vooral in de buurt van steden en dorpen voorkwam.
De Nederlandse naam van deze plant heeft geen betrekking op de op nagels lijkende weerhaakjes van de vruchtjes, maar op het feit dat de wortel naar kruidnagel ruikt.

## Botanischebeschrijving
Uit een korte, dikke wortelstok ontspringt een rechtopstaande, vertakte stengel. De bladeren zijn geveerd, waarbij de onderste stengelbladen een vergroot topblad hebben. De plant heeft vrij grote steunblaadjes.
De langgesteelde, alleenstaande bloem heeft groene kelkbladen en vijf gele, afstaande kroonbladen. Deze laatsten hebben wel een nagel, maar deze is niet heel duidelijk. De kroonbladen zijn ongeveer even lang als de kelkbladen. Van bovenaf gezien wisselen kelk- en kroonbladen elkaar af. De 0,8-1,2 cm grote bloemen zijn rechtopstaand. De plant bloeit van mei tot in september en oktober. Na de bloei zijn de kelkbladen teruggeslagen.
De vruchten hebben duidelijk haakvormig gekromde naalden. Hierdoor blijven ze gemakkelijk in de vacht van dieren haken (of in de kleding van mensen!), waardoor ze over grote afstanden verspreid kunnen worden. Ook komt verspreiding door regenwater voor.

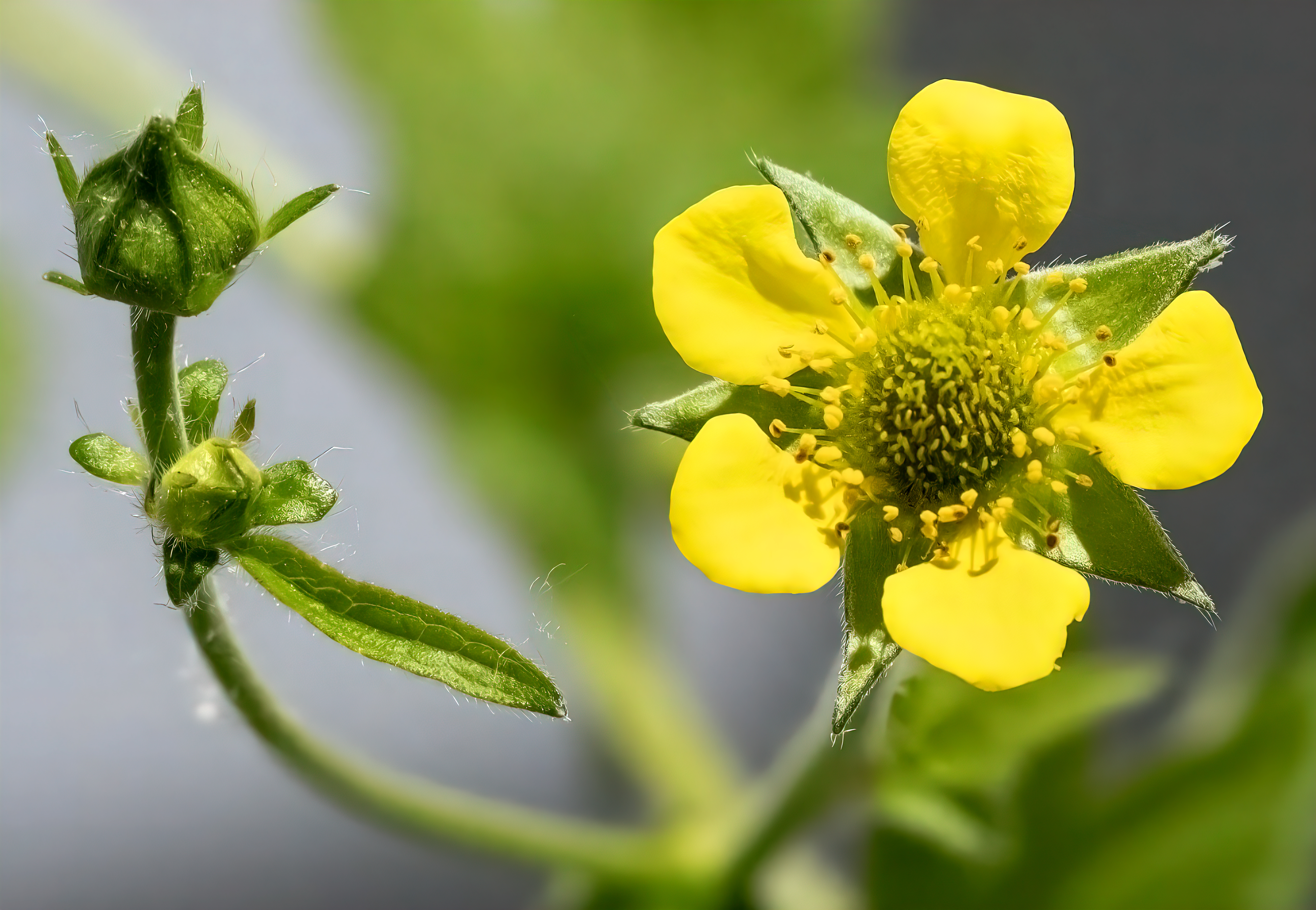
Knoppen en bloem
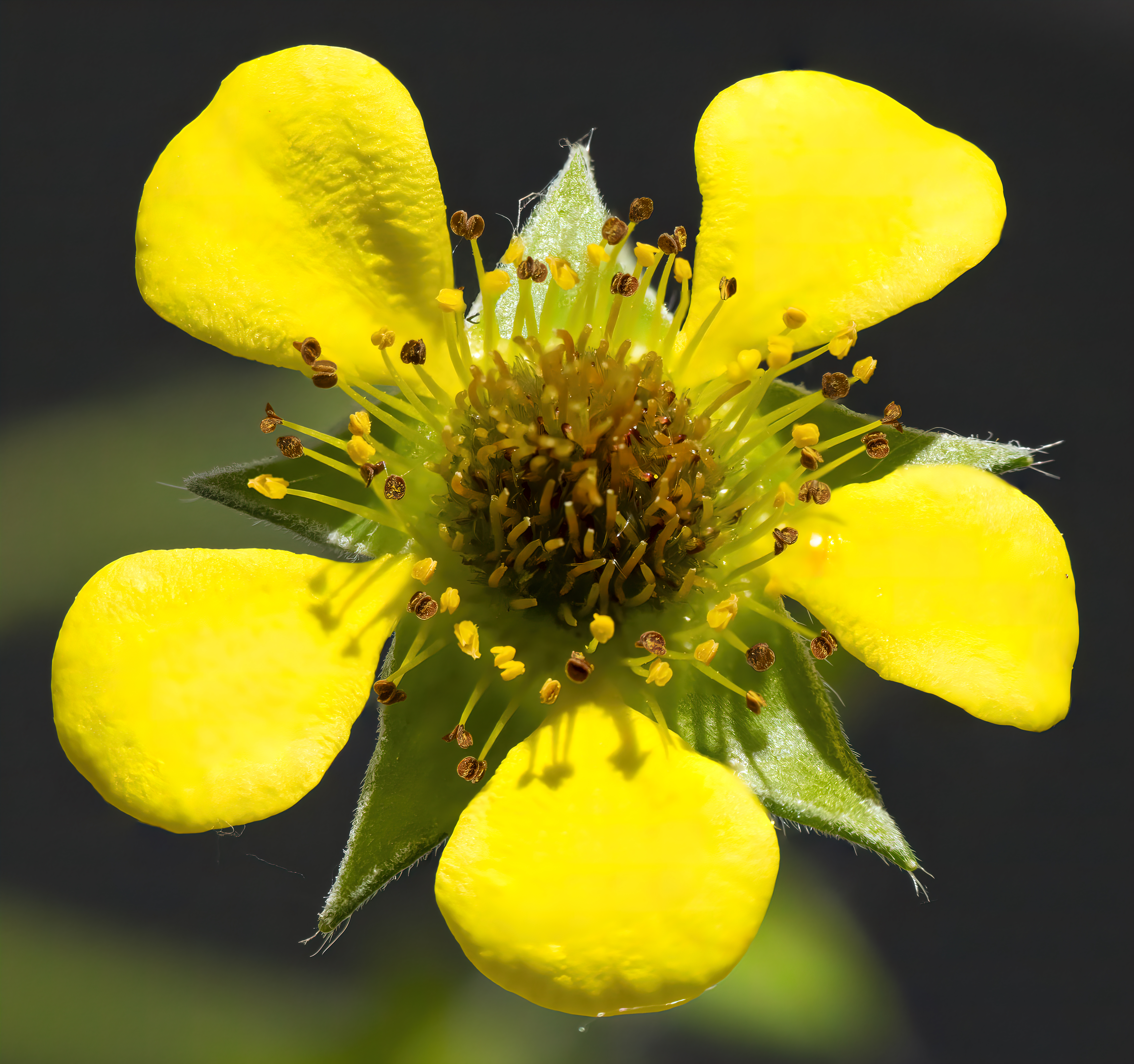
Bloem
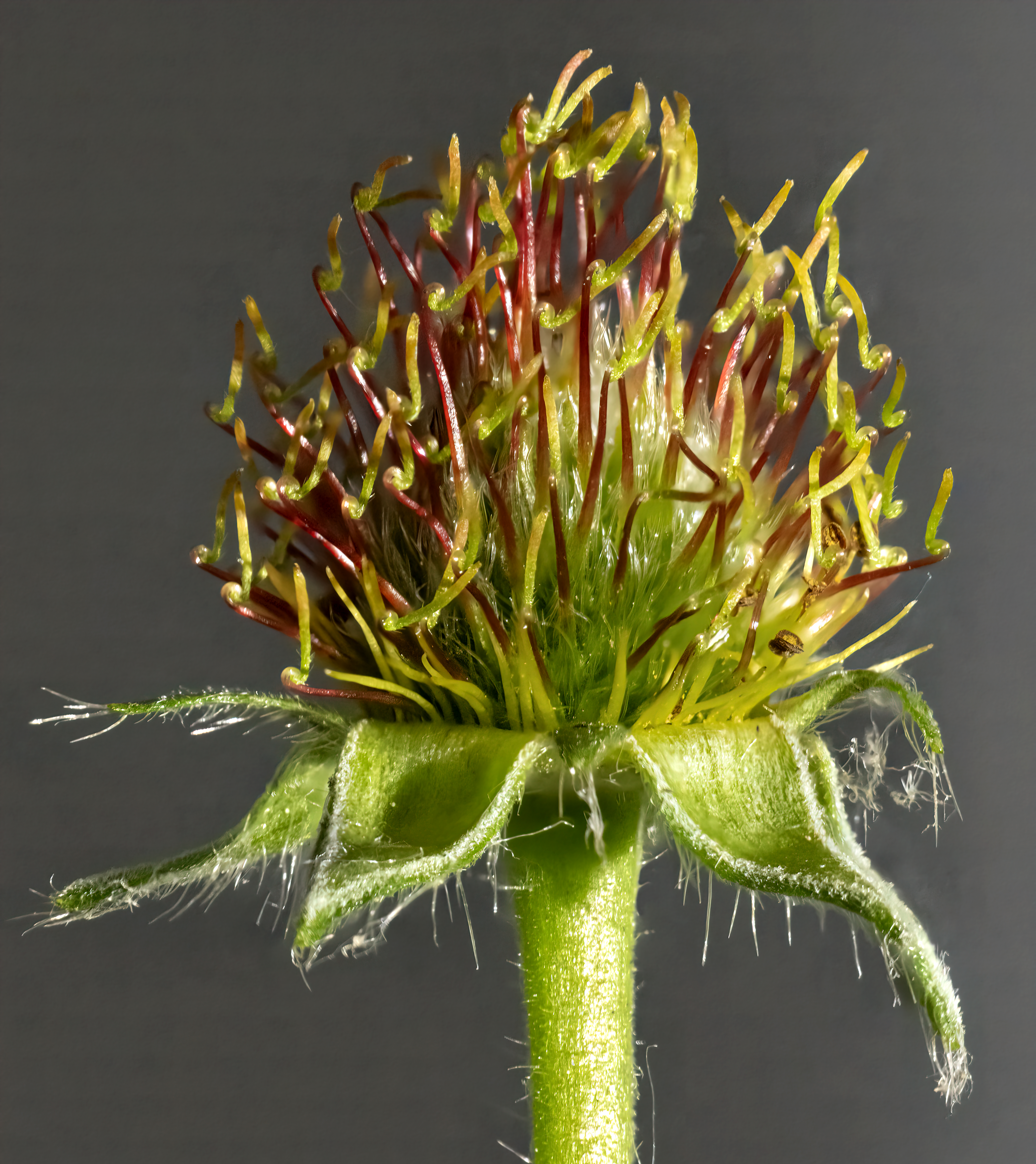
Onrijpe vrucht

## Ecologie
De plant komt op het noordelijk halfrond voor in Europa van Zuid-Scandinavië in het noorden tot aan de kusten van het Middellandse Zeegebied in het zuiden, en van Ierland en Portugal in het westen tot voorbij de Kaukasus en de Oeral en verder Siberië in. Hiernaast zijn er lokale populaties in Noord-Afrika langs de Middellandse Zee en in Siberië tot bezuiden de Himalaya.
Ze groeit op neutrale tot basische grond, mits stikstofrijk.
Bestuiving vindt plaats door Hymenoptera-soorten, al kan ook zelfbestuiving optreden. De zaden behouden hun kiemkracht enkele jaren (meer dan één, maar meestal minder dan vijf jaar).

## Gebruik

### Medisch
De wortel bevat eugenol. Dit is een desinfecterende, plaatselijk pijnstillende stof die ook in kruidnagels voorkomt. In grote hoeveelheden kan gebruik van eugenol gevaarlijk zijn. Hiernaast bevat de plant etherische oliën, bitterstof, tannine, het glycoside geïne, en leucoanthocyaninen.
Gedroogde wortels en verse, voor de bloei geplukte bladeren van de plant werden vroeger als aftreksel gebruikt tegen maag- en darmstoornissen, diarree, en tegen ontsteking.

### Voedsel
In de Middeleeuwen werd nagelkruid gebruikt om kruidenwijn uit te brouwen en ook werd het toegevoegd aan bier om te voorkomen dat het zuur zou worden. Tegenwoordig wordt er van de gedroogde plant nog wel thee gemaakt. De bladen kunnen, mits voor de bloei geplukt, worden gebruikt in salades en soepen.

### Overig
In de Middeleeuwen werd het "het gezegende kruid" genoemd, een vroegere botanische naam Herba benedicta is hiervan afgeleid. Zo stelt de Ortus Sanitatis uit 1491: "waar de wortel hiervan in een huis bewaard wordt, kan de satan niets uitrichten", en "als een man dit kruid draagt, kan geen giftig beest hem deren".